# Sangue e Areia (telenovela)
Sangue e Areia é uma telenovela brasileira produzida e exibida pela TV Globo de 18 de dezembro de 1967 a 25 de junho de 1968, em 135 capítulos. Substituiu Anastácia, a Mulher sem Destino e foi substituída por Passo dos Ventos, sendo a 5ª "novela das oito" exibida pela emissora.
Foi a primeira do gênero a ser integralmente escrita por Janete Clair para a Globo. Baseada no romance homônimo de Vicente Blasco Ibáñez, foi dirigida por Daniel Filho e Régis Cardoso.

## Enredo
A trama é baseada no romance homônimo de Vicente Blasco Ibáñez. Mesmo tendo a oposição da família, Juan Gallardo, decide seguir os passos do pai, um toureiro que havia morrido na arena, durante uma corrida de touros. À medida que começa a se destacar na arena, Juan abandona os amigos e passa a viver um dilema, tendo que escolher entre o amor de Dolores, filha de seu ex-patrão, da jovem e simples Pilar, que sempre o amou, e da elegante e sofisticada Doña Sol, mulher aristocrata que poderia lhe garantir a ambicionada ascensão social. Em uma das cenas mais marcantes, Doña Sol arranca seus próprios olhos, como prova de amor a Juan Gallardo.

## Elenco
- Tarcísio Meira - Juan Gallardo
- Glória Menezes - Doña Sol
- Theresa Amayo - Pilar
- Cláudio Marzo - Miguel
- Neuza Amaral - Encarnación
- Amilton Fernandes - Dom Ricardo
- Myrian Pérsia - Dolores
- Ana Ariel - Esmeralda
- Arlete Salles - Mercedes
- Nelson Xavier - Zorba
- Oswaldo Loureiro - Antônio
- Ênio Santos - Dr. Luiz
- Maria Esmeralda - Consuelo
- José Lourenço - Carabato
- Sônia Ferreira - Rosário
- Rodolpho Vallon - Toureiro Juan

## Produção e exibição
Sangue e Areia foi a primeira produção do casal de atores Tarcísio Meira e Glória Menezes na Globo. Tarcísio se envolveu bastante na produção da telenovela, tendo colaborado com o diretor Daniel Filho na composição do figurino de seu personagem e na montagem da abertura, através de cenas selecionadas de touradas filmadas na Espanha e intercaladas com cenas suas.
O diretor Daniel Filho, usou o pseudônimo de Carlos Ferrer, por já estar contratualmente atrelado à direção de outra telenovela, O Homem Proibido (1967), que estava sendo produzida e veiculada simultaneamente pela Globo. Após 20 capítulos, Daniel pediu dispensa para se dedicar integralmente à outra novela e foisubstituído por Régis Cardoso.
Sangue e Areia foi a última novela do ator Amilton Fernandes, que interpretava o vilão Dom Ricardo. Amilton Fernandes faleceu prematuramente em 8 de abril de 1968, em um acidente automobilístico.